# Saliunca rufidorsis
Saliunca rufidorsis es una especie de mariposa de la familia Zygaenidae.
Fue descrita científicamente por Plötz en 1880.